# سيجار بلنت

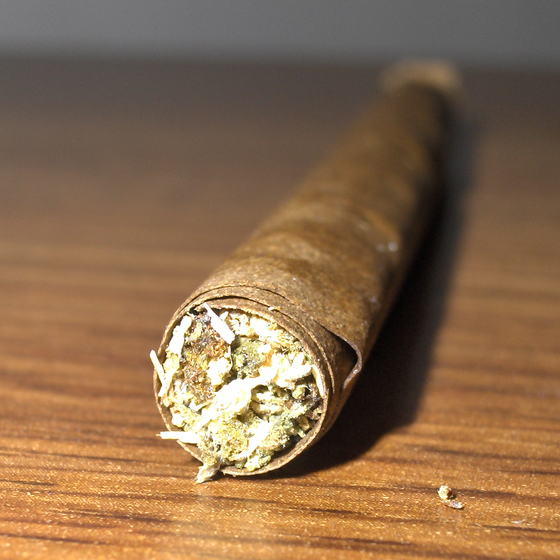

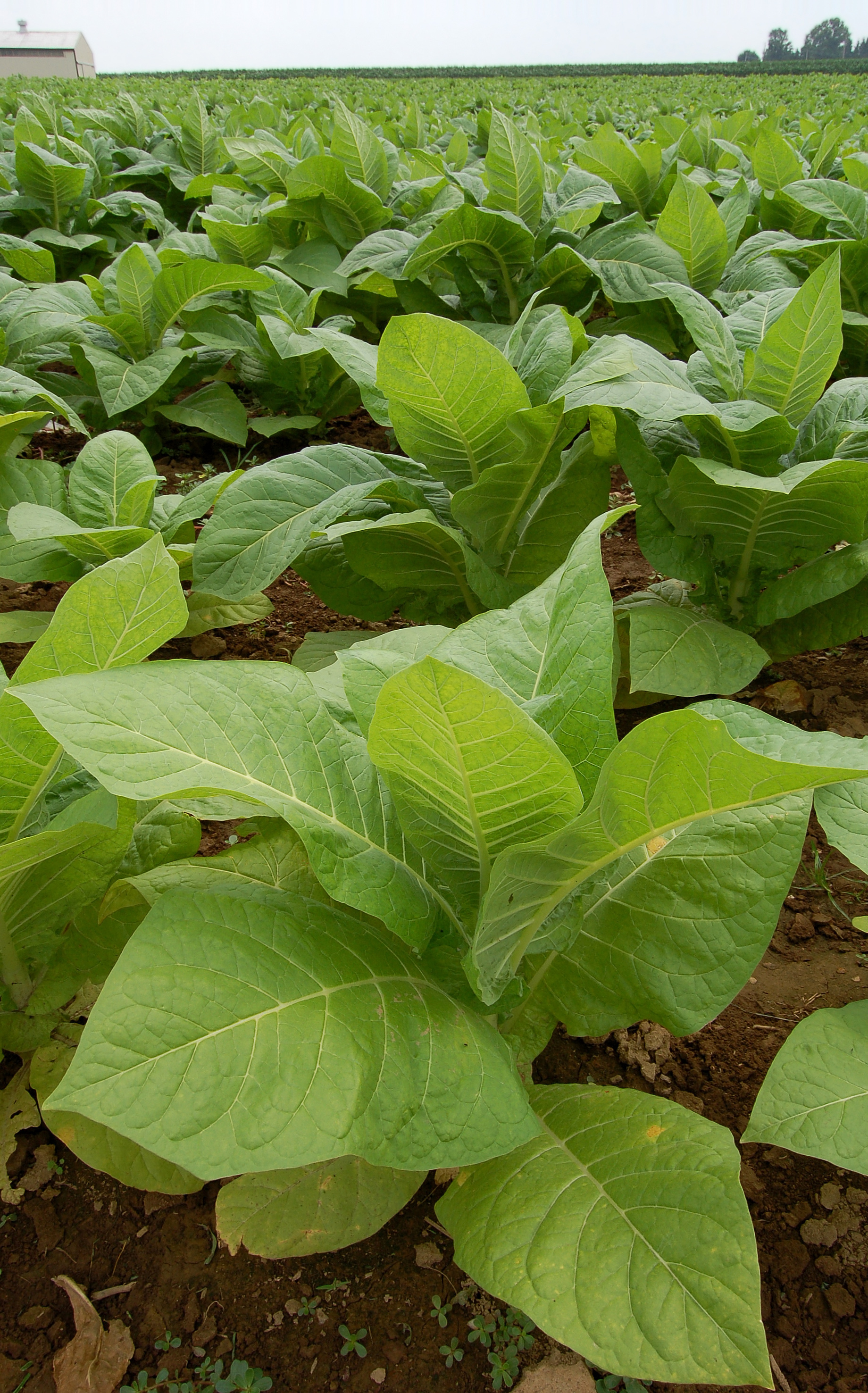

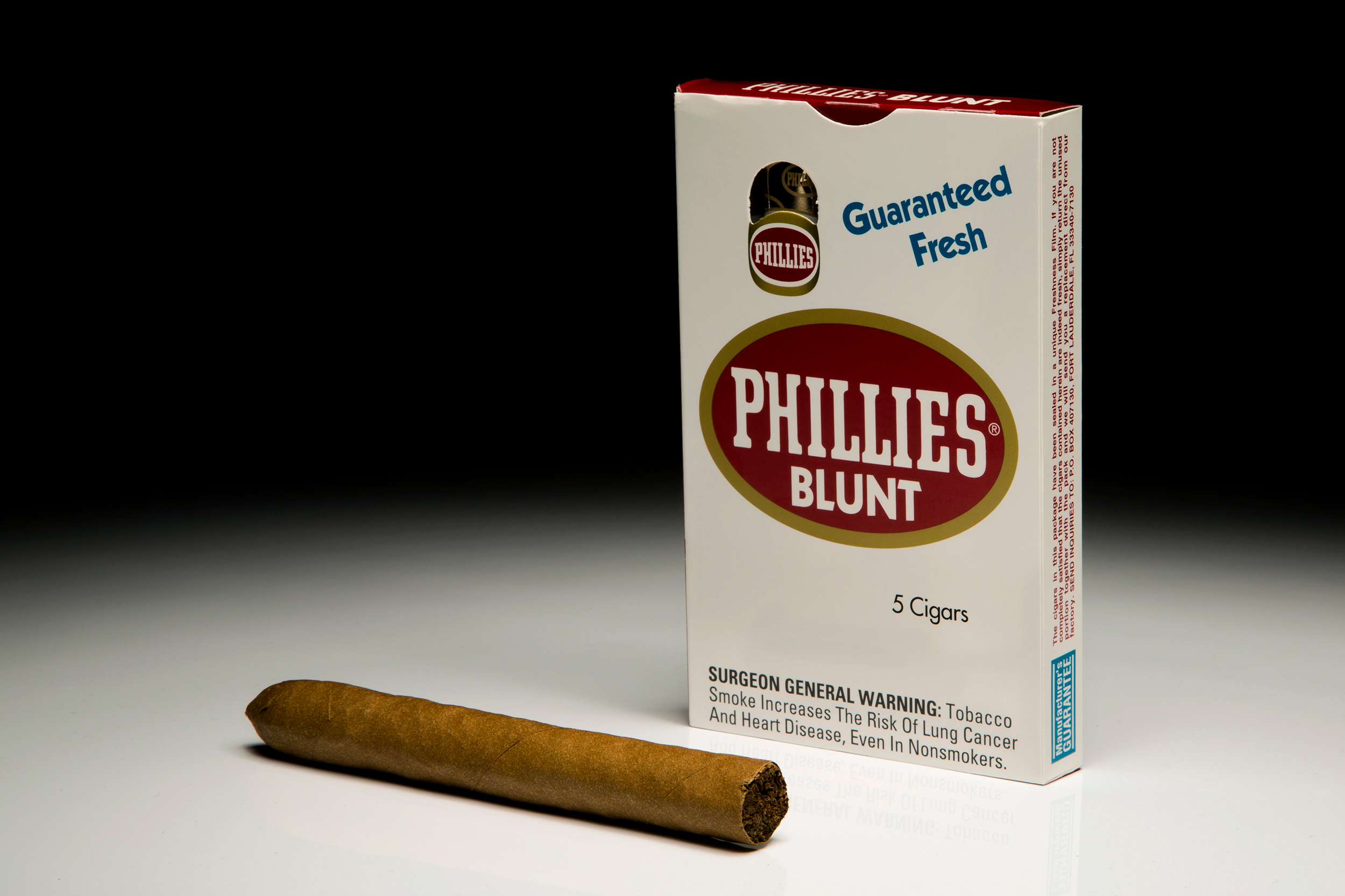

بلنت هي سيجار أوسع من السيجاريو (السيجار الرفيع)  وليس بنفس اتساع سيجار كورونا، ويعادل عمومًا هالة صغيرة بينما يتم تصنيف الباناتيلا القصيرة أحيانًا على أنها ضربات صغيرة. تتكون هذه السيجار عادة من جزأين رئيسيين ؛ الورقة الداخلية، التي تشبه ورق دحرجة السجائرإلا أنها مصنوعة من التبغ، وورقة خارجية أكثر سمكًا يتم لفها حول الورقة الداخلية في شكل حلزوني. معظم سجائر البلنت المتاحة تجاريًا، لا تكون «الأوراق» أوراق تبغ فعلية بل ورق مصنوع من لب التبغ.

## النشأة
والأصل في حصول سجائر البلنت على اسمها من «رؤوسها العريضة أو المستديرة»، وتم تسميتها على هذا النحو في القرن التاسع عشر لتمييزها عن السيجار الآخر ذات الرؤوس المخروطية والمدببة. البلنت هي سيجار بحجم محدد كان شائعًا لدرجة أنه تم بيعه مرة واحدة في آلات بيع محددة. تم تصنيع سيجار بلنت في فيلادلفيا من ورقة واحدة من غلاف التبغ الخارجي. في ذلك الوقت كان هذا هو السيجار الوحيد الملفوف في ورقة واحدة متصلة فقط في حين استخدمت السجائر الأخرى أكثر من قطعة من الأوراق لغلافها الخارجي. إذ تضيق أوراق التبغ تدريجيًا بشكل طبيعي في الأطراف، نظرًا لأن هذا السيجار كان ملفوفًا في ورقة واحدة؛ فإن النهاية ستتناقص ويكون لها مظهر مستدير (مما يؤدي إلى اسم بلنت). نظرًا لشعبية هذا النمط من السيجار؛ تم إطلاق العديد من دفعةأخرى من سيجار بلنت في السوق. تشمل العلامة التجارية لسيجار بلنت علامات تجارية كثيرة منها: فيليس و داتش ماستر و باكودز و بومة بيضاء و شعار تادس لتسويق انطونيو و كيلوبترا و إل برودكتو و ماركة تآمبا ناجيت وشركة ماتش السويدية لتسويق ماركة اللعبة و جريسا يا فيجا و سويشر سويتس تسويق "الملك إدوارد. تباع هذه الأنواع من السيجار عادة في المتاجر الصغيرة ومحطات الوقود ومحلات البقالة والصيدليات على عكس السيجار المتميز الذي يباع في متاجر السيجار الخاصة. تحترق بلنت بسرعة مثل السجائر ويمكن تدخين بعضها في حوالي خمس دقائق، بينما يستغرق حرق السيجار الممتاز ساعة أو نحو ذلك. على عكس السيجار الفاخر يتم قطع البلنت بالفعل أو وجود ثقب في نهاية الفم حتى يمر الدخان، وبالتالي لا تحتاج إلى قطع في نهاية الفم. كما أن سيجار البلنت أرخص بكثير من السيجار المتميز.
ثم جاء مصطلح بلنت لوصف أي سيجار ملفوف في ورقة واحدة متصلة. ومع ذلك، في السبعينيات تم اختراع طريقة جديدة لإنتاج السيجار. تُعرف هذه الطريقة باسم الرزم الحلزوني. لم يعد يتعين لف السيجار في ورقة واحدة مستمرة ولكن بدلاً من ذلك يمكن استخدام لف حلزوني مستمر من القاعدة إلى الطرف، ظل الشكل الأساسي للبلنت دون تغيير على الرغم من أن خصائص الحرق للسيجار الحلزوني الملفوف ليست هي نفسها للورقة الواحدة المتصلة. ومع ذلك، فإن التغليف الحلزوني أقل تكلفة بكثير من استخدام ورقة تبغ واحدة كاملة. إذ يعطي التغليف الحلزوني ختمًا أفضل من ورقة واحدة متصلة حيث يمكن القيام بالتشابك (يشبه إلى حد كبير لف الذراع في ضمادة، فإن التغليف الحلزوني أسهل في الغلق من الورقة المتصلة الواحدة). 

### ثقافات مختلفة حول البلنت
كانت أوراق البلنت المعبأة بشكل فردي متاحة لسنوات عديدة، هذه هي أوراق التبغ التي تستخدم بسبب طبيعتها ومظهرها في لف السيجار في ورقة واحدة متصلة (وبالتالي يتم استخدام الاسم بلانت). صنف مجلس ضرائب التبغ في الولايات المتحدة جميع أغلفة السيجار الفردية على أنها «أوراق بلنت» ويفرض عليها ضرائب على أنها تبغ خاص بك. تصنف العديد من الولايات الأمريكية اللفافات بلنت على أنها تبغ ويلزم الحصول على ترخيص لبيعها وتحصيل الضرائب. تعرّف كندا غلاف بلنت بأنه «ورقة أو أنبوب مصنوع من التبغ يستخدم في لف تبغ السجائر - على غرار ورق التدحرج» استخدام هذه الصفائح المستمرة المفردة أقرب إلى البلنت الأصلية للقرن التاسع عشر لأنه ليس غلافًا حلزونيًا.